# Тюрьма острова Сарк
Тюрьма острова Сарк — пенитенциарное учреждение, расположенное на принадлежащем Великобритании острове Сарк (Нормандские острова). Рассчитана лишь на 2 заключенных, считаясь самой маленькой тюрьмой в мире. Непрерывно функционирует с 1856 года.
В здании отсутствуют окна, из удобств есть лишь две односпальные кровати.
Ввиду малой населённости территории здание практически не используется по своему прямому назначению.
В большинстве случаев тюрьма выполняет функцию вытрезвителя для пьяных местных жителей и туристов.
Также помещение работает в качестве недорогой гостиницы.

## История
Тюрьма появилась на острове в 1856 году. Первой заключенной стала молодая служанка, укравшая у своей хозяйки платок.
В 1990 году вооруженный французский физик-ядерщик Андре Гарде прибыл на Сарк, объявив себя «лордом» острова. В тот же день мятежник был схвачен и помещен в тюрьму на недельный срок заключения. В настоящее время данный случай является последним официально задокументированным фактом пребывания арестантов в островном изоляторе.
Эта история стала основой сюжета кинофильма «Человек, пытавшийся украсть остров», снятого в 2013 году.